# أحادي البنزون
أحادي البنزون (بالإنجليزية: Monobenzone) هو دواء يُستعمل في علاج:
- بهاق[10]
- اضطراب التصبغ (منذ 10 نوفمبر 1952)[11]